# مرسوم ملكي (السعودية)
المرسوم الملكي هو وثيقة رسمية تعبر عن إرادة الملك بالموافقة على موضوع سبق أن عرض على مجلس الوزراء السعودي ومجلس الشورى السعودي، واتخذ كل منهما قرارا حيال ذلك الموضوع، ويكون توقيع الملك على المرسوم بوصفه "رئيسًا لمجلس الوزراء"، وغالبية المراسيم الملكية تستلزم موافقة الملك على اتفاقيات أو مشروع نظام أو قانون أو معاهدات دولية.